# ژموچ (استان لوبلین)
ژموچ (به لهستانی:  Żmudź) یک روستا در لهستان است که در گمینا ژموچ واقع شده‌است. ژموچ ۶۶۳ نفر جمعیت دارد.